# Усть-Хмелёвка (Свердловская область)
Усть-Хмелёвка — деревня в Серовском районе Свердловской области России. Входит в Сосьвинский муниципальный округ.
Ранее деревня входила в состав Кошайского сельсовета Серовского района.

## История
В 1911 году в Усть-Хмелёвке был освящён деревянный однопрестольный храм во имя Введения во храм Пресвятой Богородицы. Введенская церковь была закрыта в 1930-е годы. Храм был снесён.

## География
Усть-Хмелёвка находится в северной части области, на расстоянии 29 километров к югу от посёлка Сосьва, на левом берегу реки Молвы (правого притока реки Сосьвы), напротив места впадения в неё реки Хмелёвки.
Абсолютная высота — 98 метров над уровнем моря.
В Усть-Хмелёвке две улицы: Овражная и Центральная.

## Население
| 2002 | 2010 | 2021 |
| ---- | ---- | ---- |
| 55   | ↘38  | ↘6   |

Согласно результатам переписи населения 2002 года, русские составляли 98 % от общего числа жителей Усть-Хмелёвки (из 55 человек).

## Транспорт
В двух километрах к северо-северо-востоку от Усть-Хмелёвки находится станция Усть-Берёзовка Свердловской железной дороги.